# 大和市立渋谷小学校
大和市立渋谷小学校（やまとしりつ しぶやしょうがっこう）は、神奈川県大和市渋谷にある公立小学校。大和市内の学校としては、最も歴史が古い。

## 所在地
神奈川県大和市渋谷7丁目10

## 通学地域
- 上和田の一部
- 下和田
- 福田
- 渋谷1丁目、4丁目 - 6丁目

## 進学先
- 大和市立渋谷中学校